# Taça da Liga
De Taça da Liga, om sponsorredenen Allianz Cup genoemd, is het tweede bekertoernooi in het Portugese voetbalsysteem. De eerste drie seizoenen (2007/08-2009/10) werd de beker onder de sponsornaam Carlsberg Cup gespeeld. Het toernooi is vergelijkbaar met de Engelse League Cup. 
Het bekertoernooi kende zijn eerste editie in het seizoen 2007/08 en is uitsluitend toegankelijk voor clubs uit de twee hoogste divisies, de SuperLiga en de Liga de Honra, dit in tegenstelling tot de Taça de Portugal. Tot dit besluit kwam de LPFP (de Portugese profliga) op 28 november 2006 in Porto. Dientengevolge bestaat het deelnemersveld uit 32 ploegen. Bekerwinst levert evenwel geen plaatsbewijs op voor de UEFA Europa League.
Het evenement vond zijn oorsprong in de inkrimping van de SuperLiga naar zestien teams, met ingang van het seizoen 2006/07, waardoor er bijkomende ruimte op de speelkalender ontstond voor de Taça da Liga.

## Finales
| Seizoen | Stadion, Plaats                      | Winnaar (#beker)    | Uitslag(en)  | Finalist          |
| ------- | ------------------------------------ | ------------------- | ------------ | ----------------- |
| 2007/08 | Estádio Algarve, Faro                | Vitória Setúbal (1) | 0–0 ns (3-2) | Sporting CP       |
| 2008/09 | Estádio Algarve, Faro                | Benfica (1)         | 1–1 ns (3-2) | Sporting CP       |
| 2009/10 | Estádio Algarve, Faro                | Benfica (2)         | 3–0          | FC Porto          |
| 2010/11 | Estádio Cidade de Coimbra, Coimbra   | Benfica (3)         | 2–1          | Paços de Ferreira |
| 2011/12 | Estádio Cidade de Coimbra, Coimbra   | Benfica (4)         | 2–1          | Gil Vicente FC    |
| 2012/13 | Estádio Cidade de Coimbra, Coimbra   | SC Braga (1)        | 1–0          | FC Porto          |
| 2013/14 | Estádio Dr. Magalhães Pessoa, Leiria | Benfica (5)         | 2–0          | Rio Ave FC        |
| 2014/15 | Estádio Cidade de Coimbra, Coimbra   | Benfica (6)         | 2–1          | CS Marítimo       |
| 2015/16 | Estádio Cidade de Coimbra, Coimbra   | Benfica (7)         | 6–2          | CS Marítimo       |
| 2016/17 | Estádio Algarve, Faro                | Moreirense FC (1)   | 1–0          | SC Braga          |
| 2017/18 | Estádio Municipal de Braga, Braga    | Sporting CP (1)     | 1–1 ns (5-4) | Vitória SC        |
| 2018/19 | Estádio Municipal de Braga, Braga    | Sporting CP (2)     | 1–1 ns (3-1) | FC Porto          |
| 2019/20 | Estádio Municipal de Braga, Braga    | SC Braga (2)        | 1–0          | FC Porto          |
| 2020/21 | Estádio Dr. Magalhães Pessoa, Leiria | Sporting CP (3)     | 1–0          | SC Braga          |
| 2021/22 | Estádio Dr. Magalhães Pessoa, Leiria | Sporting CP (4)     | 2–1          | Benfica           |
| 2022/23 | Estádio Dr. Magalhães Pessoa, Leiria | FC Porto (1)        | 2–0          | Sporting CP       |
| 2023/24 | Estádio Dr. Magalhães Pessoa, Leiria | SC Braga (3)        | 1–1 ns (5-4) | Estoril           |
| 2024/25 | Estádio Dr. Magalhães Pessoa, Leiria | Benfica (8)         | 1–1 ns (7-6) | Sporting CP       |